# Wilt Chamberlain
Wilton Norman Chamberlain (født 21. august 1936, død 12. oktober 1999), også kaldt Wilt the Stilt, The Big Dipper og Chairman of the Boards var en amerikansk professionel NBA basketballspiller. Han spillede for Philadelphia/San Francisco Warriors, Philadelphia 76ers og Los Angeles Lakers; han spillede desuden også for Harlem Globetrotters. Han scorede 100 point i en kamp i 1962 i NBA.
I 1979 blev Chamberlain optaget i Naismith Memorial Basketball Hall of Fame.